# Miroslav Samaržija
Miroslav Samaržija (21. studenoga 1958., Krasno) je hrvatski pulmolog, redovni član HAZU.

## Životopis
Rođen je 1958. godine. 

Diplomirao je na Medicinskom fakultetu Sveučilišta u Zagrebu i stekao stupanj doktora medicinskih znanosti u dobi od 33 godine. U više navrata educirao se u inozemstvu, poglavito u Americi (Sveučilište države Kolumbija, Columbia University; Sveučilište Harvard, Harvard University; Američki instituti za zdravlje, NIH, Bethesda) te u Austriji (AKH Beč).
 
Danas je vodeći hrvatski pulmolog s velikim međunarodnim znanstvenim i stručnim ugledom. U drugom uzastopnom mandatu predvodi vodeću pulmološku kliniku u Hrvatskoj. Predsjednik je i utemeljitelj Hrvatskoga torakalnog društva. Do sada je bio predsjedatelj šest nacionalnih torakalnih kongresa i nekoliko elitnih međunarodnih znanstvenih skupova. Redoviti je profesor Medicinskog fakulteta Sveučilišta u Zagrebu.
Objavio je više od 250 publikacija od čega 59 radova citiranih u međunarodnim bazama, citiran je u 440 puta u bazi WoS te više od 500 puta u bazi Scopus. Suautor je u 14 knjiga s 27 poglavlja, istraživač je u deset znanstvenih projekata u zemlji i inozemstvu te je nositelj jednog patenta. Bio je istraživač u brojnim velikim međunarodnim studijama publiciranim u vodećim medicinskim časopisima kao što su New England Journal of Medicine i Lancet, s kumulativnim čimbenikom odjeka 183 deset najvažnijih radova.Zapažen i originalan znanstveni i stručni doprinos dao je u istraživanjima bolesti plućne cirkulacije, karcinoma pluća, kronične opstruktivne plućne bolesti te transplantacije pluća.
Održao je više od dvadeset pozvanih predavanja na uglednim sveučilištima u inozemstvu te na međunarodnim skupovima. Uveo je više novih nastavnih sadržaja na Medicinskom fakultetu. Bio je mentor pri izradi 5 magistarskih radova i 9 doktorskih disertacija te mentor 20 specijalizanata, od kojih je pet danas profesorima ili docentima na Medicinskom fakultetu u Zagrebu i Rijeci. 

Za svoj znanstveni i stručni rad dobio je međunarodna i domaća priznanja, uključujući i Nagradu rektora Sveučilišta u Zagrebu, Nagradu grada Zagreba te Odlikovanje Red Danice hrvatske s likom Katarine Zrinske. 

Član je 12 hrvatskih, europskih i američkih stručnih društava, član je Središnjega etičkoga povjerenstva Ministarstva zdravlja, Etičkog povjerenstva Medicinskog fakulteta u Zagrebu i nacionalni koordinator za specijalizaciju iz pulmologije. Voditelj je specijalističkog poslijediplomskog studija iz pulmologije na Medicinskom fakultetu u Zagrebu. Osnivač je i upravitelj Zaklade Hrvatska kuća disanja te utemeljitelj programa transplantacije pluća u Hrvatskoj. Svojim dosadašnjim radom dao je velik i prepoznatljiv osobni doprinos hrvatskoj medicini i medicinskim znanostima.